# Ляйпгайм
Ляйпгайм (нім. Leipheim) — місто в Німеччині, знаходиться в землі Баварія. Підпорядковується адміністративному округу Швабія. Входить до складу району Гюнцбург.
Площа — 32,15 км2. Населення становить 7326 ос. (станом на 31 грудня 2020).